# Memorias de Adriano
Memorias de Adriano (en francés, Mémoires d'Hadrien) es una novela de la escritora Marguerite Yourcenar. Relata en primera persona la vida del emperador romano Adriano. Escrita entre diciembre de 1948 y diciembre de 1950, en un principio se editó por entregas en la revista francesa La Table Ronde. En el número de julio, el 43, se publicó la primera parte (Animula vagula blandula) en las páginas 71-84; Varius multiplex multiformis vio la luz en el n.º 44, correspondiente al mes de agosto, y en las páginas 94-118, y la tercera, Tellus stabilita, fue publicada el mes siguiente, en el n.º 45, y en la páginas 36-59; en todos los casos con la firma M.A. Dada la buena acogida que recibió la edición por entregas, la novela completa fue publicada también en Francia bajo el sello de la editorial Plon, y se puso a la venta el 5 de diciembre de 1951.
El libro tuvo un éxito inmediato, con buenas críticas y excelente acogida por parte del público, y desde entonces no ha dejado de reeditarse en muchos idiomas, siendo el título más conocido de su autora.  El 17 de mayo de 1952, recibió el Premio Fémina Vacaresco, galardón que Yourcenar recogió en junio de ese año en el Hotel Ritz de París. El éxito se tradujo en multitud de ediciones. Así, por ejemplo, entre 1951 y 1958, la editorial Plon llegó a lanzar 96.500 ejemplares, y bajo el sello Gallimard (editorial francesa que ahora reúne todos los títulos de la autora), se habían lanzado hasta 1989 algo más de 800.000 ejemplares. Entre las muchas traducciones que ha tenido esta obra, merecen la pena destacarse la versión inglesa, realizada por Grace Frick, compañera de Yourcenar, y la de Julio Cortázar en español.
En la novela se mencionan unas Memorias que Adriano publicó en vida con el nombre de su liberto Flegón, hoy perdidas, y que sirvieron de base para dos de las fuentes clásicas sobre la vida del emperador: el capítulo correspondiente de la Historia romana de Dión Casio, y la Vita Hadriani, dentro de la Historia Augusta, escrita por Elio Esparciano.
Marguerite Yourcenar se inspiró también en una novela corta de Jean Schlumberger, Le lion devenu vieux (El león se hizo viejo), de 1928.
La narración, que comienza con la fórmula «Querido Marco», adopta la manera de una larga epístola dividida en capítulos (Animula Vagula Blandula, Varius Multiplex Multiformis, Tellus Stabilita, Saeculum Aureum, Disciplina Augusta y Patientia), y va dirigida a su sucesor, Marco Aurelio, a quien Adriano había adoptado como nieto, al hacerlo adoptar a su vez por su hijo adoptivo y sucesor inmediato, Antonino Pío. En ella, el emperador medita y reflexiona acerca de sus años de reinado, de sus triunfos militares, del amor, de la amistad, de la poesía, de la música, del arte, de los viajes, de la paz, de la pasión por su joven amante Antínoo y del dolor causado por su muerte, todo ello de una manera consistente, pero no exenta de esa «melancolía del mundo antiguo» a la que aludiera Gustave Flaubert. A este respecto, Yourcenar anotó en los Cuadernos de notas a las Memorias de Adriano la conocida frase del escritor francés: «Cuando los dioses ya no existían y Cristo no había aparecido aún, hubo un momento único, desde Cicerón a Marco Aurelio, en que solo estuvo el hombre». Como ella misma confesaba: «Gran parte de mi vida transcurriría en el intento de definir, después de retratar, a ese hombre solo y al mismo tiempo vinculado con todo».